# Thamnomys venustus
Thamnomys venustus är en däggdjursart som beskrevs av Thomas 1907. Thamnomys venustus ingår i släktet Thamnomys och familjen råttdjur. Inga underarter finns listade.
Arten är med en kroppslängd (huvud och bål) av 140 till 160 mm, en svanslängd av 183 till 209 mm och en vikt av 59 till 70 g ett medelstort råttdjur. Thamnomys venustus har cirka 26 mm långa bakfötter och ungefär 21 mm stora öron. Pälsen på ovansidan bildas av hår som är gråa nära roten och rödbrun till gulbrun vid spetsen vad som ger ett mörkbrunt utseende. Fram till sidorna blir pälsfärgen gulbrun och undersidan är vit med gula eller gråa nyanser. Gränsen mellan brunaktiga och vitaktiga kroppsdelar är tydlig. Arten har en smal mörk ansiktsmask kring ögonen och rödbruna öron. Även bakbenen och bakfötterna är rödbruna, förutom tårna som är vita. Den långa svansen har en mörk ovansida och en lite ljusare undersida. Svansen bär främst korta hår. Endast vid spetsen bildar långa hår en tofs. Honans fyra spenar ligger vid ljumsken.
Denna gnagare förekommer med flera från varandra skilda populationer vid Kivusjön, Edwardsjön och Albertsjön. Arten vistas i bergstrakter mellan 1800 och 3000 meter över havet som ligger i Uganda och östra Kongo-Kinshasa. Habitatet utgörs av skogar eller lundar med buskar. Levnadssättet antas vara lika som hos andra arter i samma släkte.
Skogsröjningar i samband med skogsbruk eller etablering av jordbruksmark hotar beståndet. I utbredningsområdet ingår flera skyddszoner. IUCN kategoriserar arten globalt som livskraftig.